# Zavod za alkohol, duhan, vatreno oružje i eksploziv Sjedinjenih Američkih Država
Bureau of Alcohol, Tobacco, Firearms and Explosives (hrv. Zavod za alkohol, duhan, vatreno oružje i eksploziv Sjedinjenih Američkih Država) poznatiji i pod kraticama ATF, BATF, ili BATFE je savezna organizacija koja djeluje u sklopu Ministarstva pravosuđa Sjedinjenih Američkih Država. Dužnost Zavoda je istraga i sprječavanje saveznim djela koja uključuju protupravno korištenje, proizvodnju i posjedovanje vatrenog oružja i eksploziva; djela paljevine i bombaških napada i ilegalne trgovine alkohola i duhanskih proizvoda.
ATF regulira preko licenciranja prodaju, posjedovanje i prijevoz oružja, streljiva i eksploziva u međudržavne trgovine. Mnoge aktivnosti ATF-a provode se u suradnji s radnim skupinama sastavljenim od državnih i lokalnih službenika za provedbu zakona, kao što je projekt "Safe Neighborhoods"-Sigurna susjedstva. ATF posjeduje jedinstven laboratorij za istraživanje požara u Beltsville, Maryland, gdje se svaki požar može rekonstruirati.
Organizaciju vode direktor B. Todd Jones i zamjenik direktora Thomas E. Brandon.

## Agenti
Članovi ATF koriste Glock 22 ili Glock 27 pištolj. Agenti su obučeni za uporabu vatrenog oružja, ako ispune određene uvjete. Ako agenti susretnu "ozbiljne kriminalce", ATF će poslati svoj profesionalni SWAT koji nosi naziv "Special Response Team" (SRT), koji su naoružani Colt M4 puškama i drugim oružjem.

## Dosadašnji direktori
Lista dosadašnjih direktora ATF-a:
- 1970–1978 Rex D. Davis
- 1979–1982 G.R. Dickerson
- 1982–1993 Stephen Higgins
- 1993–1999 John Magaw
- 1999–2004 Bradley A. Buckles
- 2004 Edgar A. Domenech (1.put)
- 2004–2006 Carl Truscott
- 2006 Edgar A. Domenech (2.put)
- 2006–2009 Michael Sullivan
- 2009 Ronald "Ronnie" A. Carter
- 2009–2011 Kenneth E. Melson
- 2011–donas B. Todd Jones

## Ispostave
- Atlanta, GA; Baltimore, MD; Boston, MA; Charlotte, NC; Chicago, IL; Columbus, OH;
- Dallas, TX; Denver, CO; Detroit, MI; Houston, TX; Kansas City, MO;
- Los Angeles, CA; Louisville, KY; Miami, FL; Nashville, TN; Newark, NJ;
- New Orleans, LA; New York, NY; Philadelphia, PA; Phoenix, AZ; San Francisco, CA;
- Seattle, WA; St. Paul, MN; Tampa, FL; Washington, D.C.
- Također, ATF ima ispostave i izvan granica SAD-a i to u: Kanadi, Meksiku, Salvadoru, Kolumbiji, Iraku i Karibima - svi u nadležnosti ispostave u Miamiju.[3]

## Vanjske poveznice
- Službena stranica (engl.)